# Perelîseanka, Kostopil
Perelîseanka (în ucraineană Перелисянка) este un sat în comuna Postiine din raionul Kostopil, regiunea Rivne, Ucraina.

## Demografie
Componența lingvistică a localității Perelîseanka
     Ucraineană (100%)
Conform recensământului din 2001, toată populația localității Perelîseanka era vorbitoare de ucraineană (100%).